# Bertrand Iradukunda
Jean Bertrand Iradukunda (ur. 25 września 1996 w Kigali) – rwandyjski piłkarz grający na pozycji napastnika. Od 2022 jest zawodnikiem klubu SC Kiyovu Sport.

## Kariera klubowa
Swoją karierę piłkarską Iradukunda rozpoczął w klubie APR FC. W sezonie 2014/2015 zadebiutował w jego barwach w pierwszej lidze rwandyjskiej. W debiutanckim i w sezonie 2015/2016 wywalczył z nim dwa mistrzostwa Rwandy. W sezonie 2016/2017 grał w Bugesera FC, a w sezonie 2017/2018 w Police FC. W latach 2018–2020 był zawodnikiem Mukura Victory Sports FC, a w sezonie 2020/2021 klubu Gasogi United FC. W sezonie 2021/2022 grał w Gaborone United, z którym wywalczył wicemistrzostwo Botswany. W 2022 przeszedł do SC Kiyovu Sport. W sezonie 2022/2023 został z nim wicemistrzem kraju.

## Kariera reprezentacyjna
W reprezentacji Rwandy Iradukunda zadebiutował 29 marca 2015 w przegranym 0:2 towarzyskim meczu z Zambią, rozegranym w Lusace.